# Bravo!
Bravo, stilizirano kao bravo!, do 16. studenoga 2022. narodni, jest hrvatska radijska postaja s državnom koncesijom.

## O radiju
Narodni je bio privatna radiopostaja s nacionalnom pokrivenošću preko frekvencija FM. S radom je počela 1997. godine. Bila je jednom od najslušanijih radijskih postaja u Hrvatskoj.[nedostaje izvor] Puštao je isključivo domaću (hrvatsku) zabavnu glazbu koja je s vremenom postala simbol te radiopostaje. 
Sredinom 2016. izgrađene su nove studijske prostorije, a 2017. dobio je novi vizualni identitet i novu mobilnu aplikaciju, preko koje su slušatelji imali priliku utjecati na glazbu koja se puštala u programu.
Dana 16. studenoga 2022. narodni je preimenovan u bravo!.
Trenutno su dostupna 4 online kanala: rock, balade, pop, kids.

## Vanjske poveznice
- Službena stranica